# Karen Webb
 (mai 2018).
Si vous disposez d'ouvrages ou d'articles de référence ou si vous connaissez des sites web de qualité traitant du thème abordé ici, merci de compléter l'article en donnant les références utiles à sa vérifiabilité et en les liant à la section « Notes et références ».
Pour les articles homonymes, voir Webb.
Karen Webb, née le 21 septembre 1971 à Londres au Royaume-Uni, est une animatrice de télévision, journaliste et écrivaine allemande.

## Biographie
Karen Webb est née à Londres d'une mère allemande et d'un père anglo-indien. La famille s'installe à Nuremberg en 1975. À l'âge de 17 ans, elle a reçu une bourse d'un an pour les États-Unis. Elle a fréquenté une école secondaire à Bakersfield, en Californie, et a pris des cours de théâtre. De retour en Allemagne, elle a obtenu son diplôme de fin d'études secondaires en 1992 pour étudier l'administration des affaires à l'Université Friedrich-Alexander de Erlangen-Nuremberg. De 2003 à 2009, elle a étudié les sciences politiques à la Fernuniversität de Hagen en parallèle à son travail et a obtenu un baccalauréat en vue d'obtenir une maîtrise en sociologie. 
Elle a ensuite étudié l'administration des affaires à l'Université Friedrich-Alexander d'Erlangen-Nuremberg. De 2003 à 2009, elle a étudié les sciences politiques à l'Université de Hagen parallèlement à son travail et a obtenu un baccalauréat en vue d'obtenir une maîtrise en sociologie. Très jeune, elle emménage pour vivre en Allemagne, après avoir terminé ses études.

## Carrière professionnelle
Karen Webb travaille comme présentatrice de télévision et organise régulièrement depuis 15 ans des événements, des foires commerciales et des galas internationaux en allemand et en anglais. Elle a acquis ses premières expériences dans l'industrie des médias chez Franken Fernsehen à Erlangen et à la station de radio Antenne Bayern à Munich. À partir de 1998, elle a présenté les programmes 17:30, Planetopia et la télévision du petit déjeuner sur Sat.1. 
Depuis 2003, elle est présentatrice du magazine féminin diffusé sur ZDF, ML Mona Lisa. Le 28 janvier 2007, elle a fait ses adieux aux téléspectateurs de la Joconde et a repris la présentation principale du tabloïd Leute heute à partir du 5 février 2007. Elle avait déjà présenté ce programme de manière irrégulière ces dernières années. Elle organise les Oscars du cinéma à Los Angeles chaque année pour la ZDF, où elle rencontre des stars internationales à la Biennale de Venise et à la Fashion Week à Paris. Elle est également présentatrice pour des reportages sur les maisons aristocratiques. Elle était un témoin oculaire royal lorsque Kate et William se sont mariés à Londres. Le 7 juillet 2009, elle a animé un épisode spécial sur ZDFinfo et ZDF à l'occasion de l'adieu du roi de la pop Michael Jackson.
Le 28 septembre 2007, elle a été la présentatrice de la célébration du 66e anniversaire d'Edmund Stoiber à la conférence de la CSU.
Karen Webb est l'auteur de Charming in Every Situation. Elle a également écrit un livre de cuisine intitulé Today there's Indian dans lequel elle publie des recettes familiales. Depuis 2010, elle est chargée de cours à l'Institut des sciences de la communication de l'Université de Munich. Elle donne des conférences sur la pratique du journalisme. Elle enseigne également à l'Université des sciences appliquées à la gestion des médias à Erding et à macromedia à Munich et enseigne à l'Académie ascenso à Palma, où elle enseigne la modération et la formation aux médias et à la communication.

## Vie privée
De 1994 à 2014, elle a été l'épouse de l'animateur de télévision allemand Christian Mürau, ils se séparent après 20 ans de mariage. Ils sont parents d'un garçon prénommé Matteo St. Clair Mürau-Webb (né en 2009) et d'une fille prénommée Romy Amelie Mia Erika Mürau-Webb (née en 2011). Elle vit avec ses 2 enfants à Munich.

## Animation
- Depuis 2008 : Insere Besten : Journaliste
- Depuis 2010 : Leute heute : Animatrice[4]

## Livres
- 2009 : Charmant in jeder Lebenslage : Was Sie von Prominenten lernen können und was besser nicht[5]
- 2013 : Heute gibt's indisch! : Schnell & einfach - die Lieblingsrezepte aus meiner Familie[6]